# Скарони, Паоло
Паоло Скарони — президент итальянского футбольного клуба «Милан». 
Действующий вице-президент итальянского подразделения Банка Ротшильдов, а также бывший генеральный директор итальянской нефтегазовой компании Eni.
Родился 28 ноября 1946 года в итальянском городе Виченца.

## Образование
В 1969 году окончил экономический факультет университета Боккони в Милане. В 1972 году получил диплом MBA в бизнес-школе Колумбийского университета.

## Трудовая деятельность
В 1972—1973 гг. Паоло Скарони работал в компании McKinsey & Company. С 1973 по 1985 г. работал во французской стекольной компании Saint Gobain, где прошёл путь до начальника отдела листового стекла. В 1985 г. Скарони стал гендиректором компании Techint. C 1996 по 2002 г. Паоло Скарони был гендиректором британского холдинга Pilkington, в этот период он жил в Великобритании. В 1997—1999 гг. также был президентом футбольной команды города Виченца. С мая 2002 г. по май 2005 г. занимал должность гендиректора электрической компании Enel. В июне 2005 г. назначен гендиректором Eni.

## «Милан»
21 июля 2018 года Паоло Скарони был избран президентом «Милана».
Решение было принято новым советом директоров после перехода итальянского клуба во владение американского инвестиционного фонда «Elliott».

## Награды
- Кавалер ордена «За заслуги в труде» (31 мая 2004 года)
- Офицер ордена Почётного легиона (Франция, ноябрь 2007 года).
- Орден Дружбы (30 сентября 2012 года, Россия)  — за большой вклад в развитие и укрепление сотрудничества с Российской Федерацией[6].